# Labuszewo
Labuszewo (deutsch Haasenberg) ist ein Dorf in Polen in der Woiwodschaft Ermland-Masuren. Es befindet sich in der Stadt- und Landgemeinde Biskupiec (Bischofsburg) im Powiat Olsztyński (Kreis Ortelsburg).

## Geographische Lage
Labuszewo liegt in der Mitte der Woiwodschaft Ermland-Masuren, 25 Kilometer nördlich der einstigen Kreisstadt Ortelsburg (polnisch Szczytno) bzw. 33 Kilometer östlich der heutigen Kreismetropole Olsztyn (deutsch Allenstein).

## Geschichte

### Ortsname
Der Name Haasenberg geht zurück auf den ersten Dorfschulzen Heinrich Haasenbergk, der den Auftrag erhielt. hier ein adliges Zinsdorf anzulegen.
Den aktuellen Namen „Labuszewo“ trägt das Dorf seit 1948. Er wurde zu Ehren des   masurischen  Aktivisten Gottlieb Labusch (polnisch Bogumił Labusz) (1860–1919) gewählt, der mit seinem Mitstreiter Gustav Leyding (pseud. Mielec) in Haasenberg gelebt und hier mit ihm auch seine letzte Ruhestätte gefunden hat.

### Ortsgeschichte
Haasenberg wurde im Jahre 1399 gegründet. Damals verlieh der Ritter Philipp von Wildenau seinem getreuen Diener Heinrich Haasenbergk 32 Hufen zu köllmischem Recht. Am 3. Februar 1618 erneuerte Johann Sigismund die Handfeste. Mehrere Eigentümer hatten hier Besitz, auch wenn im 18. Jahrhundert die wirtschaftlichen Verhältnisse nicht gerade als gut beschrieben wurden.
1874 wurde Haasenberg in den neu errichteten Amtsbezirk Kobulten (polnisch Kobułty) eingegliedert, der bis 1945 bestand und zum ostpreußischen Kreis Ortelsburg gehörte.
1910 zählte Haasenberg 380 Einwohner. Ihre Zahl belief sich 1933 auf 376 und 1939 auf 336.
Aufgrund der Bestimmungen des Versailler Vertrags stimmte die Bevölkerung in den Volksabstimmungen in Ost- und Westpreussen am 11. Juli 1920 über die weitere staatliche Zugehörigkeit zu Ostpreußen (und damit zu Deutschland) oder den Anschluss an Polen ab. In Haasenberg stimmten 234 Einwohner für den Verbleib bei Ostpreußen, auf Polen entfielen 6 Stimmen.
Eine positive wirtschaftliche Entwicklung war besonders dadurch erreicht worden, als durch den Anschluss Haasenbergs an das Elektrizitätsnetz der Bau eines elektrischen Schöpfwerkes auf Haasenberger Gebiet ermöglicht wurde, der das Wasser der Dimmernwiese (polnisch Łaka Dymerska) in den höher gelegenen Kanal pumpte.
In Kriegsfolge kam Haasenberg 1945 mit dem gesamten südlichen Ostpreußen zu Polen und erhielt die polnische Ortsbezeichnung Labuszewo. Das Dorf ist heute Sitz eines Schulzenamtes (polnisch Sołectwo) und als solches eine Ortschaft im Verbund der Stadt- und Landgemeinde Biskupiec (Bischofsburg) im Powiat Olsztyński (Kreis Allenstein*), bis 1998 der Woiwodschaft Olsztyn, seither der Woiwodschaft  Ermland-Masuren zugehörig. Im Jahr 2011 zählte Labuszewo 323 Einwohner.

## Kirche
Bis 1945 war Haasenberg in die evangelische Kirche Kobulten in der Kirchenprovinz Ostpreußen der Kirche der Altpreußischen Union und auch in die katholische Kirche in Kobulten im damaligen Bistum Ermland eingepfarrt.
Heute gehört Labuszewo zur evangelischen Kirche Rasząg (Raschung), eine Filialkirche der Pfarrei Sorkwity (Sorquitten) in der Diözese Masuren der Evangelisch-Augsburgischen Kirche in Polen. Katholischerseits war das Dorf weiterhin nach Kobułty, jetzt im Erzbistum Ermland gelegen, eingegliedert.

## Schule
Die Haasenberger Schule, eine Gründung von Friedrich Wilhelm I., erhielt 1927 einen modernen Neubau. Zusammen mit dem Nachbarort Dimmern (polnisch Dymer) bildete Haasenberg einen Schulverband. An der Schule gab es auch eine landwirtschaftliche Berufsschule.

## Verkehr
Labuszewo liegt verkehrsgünstig an der Landesstraße 57 (einstige deutsche Reichsstraße 128), die in Nord-Süd-Richtung Masuren durchquert und die Woiwodschaft Ermland-Masuren mit der Woiwodschaft Masowien verbindet. Zwei Nebenstraßen aus den Nachbarorten Kobułty (Kobulten) bzw. Botowo (Bottowen, 1938 bis 1945 Bottau) enden im Dorf. Eine Bahnanbindung besteht nicht.